# جيرودين

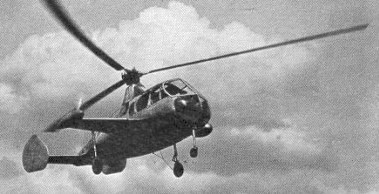
A Fairey FB-1 Gyrodyne

يرودين هو نوع من الإقلاع والهبوط العمودي في طائرات الهليكوبتر المروحية، ويشمل أيضا واحد أو أكثر المراوح التقليدية لتوفير الزخم إلى الأمام خلال الرحلة. يتم توفير قوة الرفع أثناء الرحلة من خلال مجموعة من المروحيات، مثل الأوتوجيرو، والأجنحة التقليدية. بسبب عدد من القضايا، هناك بعض الارتباك حول مصطلح "gyrodyne" ، وكثيرا ما تستخدم المصطلحات المركبة هليكوبتر و gyroplane لوصف نفس التصميم.

## تطورات مماثلة

### طائرة
في عام 1954، بنى KYB طائرة تسمى Heliplane. Heliplane من سيسنا 170.

## نظرية
عندما يكون للطائرة الهليكوبتر مراوح تعمل بالطاقة، فإن الجيروسكوب أو autogyro له مروحية يعتمد على سرعة الهواء الأمامية للحفاظ على دورانها.